# Paibok
Paibok el Energo Skrull es un alienígena ficticio, un supervillano de Marvel Comics. Es un enemigo de los Cuatro Fantásticos. Su primera aparición fue en Cuatro Fantásticos Vol. 1, #358 (noviembre, 1991); fue creado por Tom DeFalco, Paul Ryan y Danny Bulanadi.

## Biografía del personaje ficticio
Paibok nació en el planeta Tarnax IV, en el Sistema Tarnax en la Galaxia de Andrómeda. Su planeta natal era parte del Imperio Skrull, pero desde entonces ha sido destruido. Paibok se formó en la academia militar de Skrullian, se convirtió en agente de espionaje Skrull y en capitán de las fuerzas armadas de Skrull.

### Lyja y Alicia
El Imperio Skrull busca una manera de derrotar a los Cuatro Fantásticos, que les han dado múltiples derrotas. Paibok sugiere un plan sutil: reemplazar a la socia de los Cuatro Fantásticos, Alicia Masters con Lyja, una espía Skrull y la antigua amante de Paibok. Su relación no había terminado bien.
Lyja suplantó con éxito a Alicia y la verdadera Alicia está presa por Paibok.
Finalmente, los Cuatro Fantásticos se dan cuenta de lo que había sucedido y vienen en busca de Alicia. Se enfrentan a Paibok en 'War World'. Paibok, que ahora se llama a sí mismo "Power Skrull" después de haber aumentado de manera similar al Super-Skrull, está preparado para el encuentro y casi derrota a los Cuatro Fantásticos y Lyja.
Lyja aparentemente sacrifica su vida para proteger la Antorcha Humana y la Cosa finalmente derrota a Paibok. Se deja por muerto, sepultado bajo los escombros caídos.

### Los Cuatro Temibles
Paibok sobrevivió a la batalla y recuperó el cuerpo de Lyja. Buscando vengarse de los Cuatro Fantásticos, se encontró con Devos el Devastador, otro alienígena que se había enfrentado con ellos, y los dos formaron una alianza. Devos pudo revivir a Lyja, y Paibok y Devos alteraron la estructura genética de Lyja, otorgándole el poder de vuelo y la capacidad de proyectar explosiones de energía letales. Juntos, los tres viajaron a la tierra para luchar contra los Cuatro Fantásticos nuevamente.
Al llegar a la tierra, aislaron y atacaron a la Antorcha Humana en la ciudad de Nueva York, lo que lo obligó a usar su Nova Flame contra ellos, un movimiento que lo llevó a su arresto por daños a los alrededores. Un segundo ataque confundió y agravó la situación, dejando a la Antorcha Humana un fugitivo de la policía. Junto a Devos y Lyja, Paibok fue testigo de la batalla entre los Cuatro Fantásticos y los Cuatro Fantásticos alternativos. Paibok fue traicionado por Lyja cuando ella nuevamente se unió al conflicto y abandonó a Paibok y se puso del lado de los Cuatro Fantásticos. Junto a Devos, Paibok atacó a la Antorcha Humana durante su juicio.
Sin desanimarse, Paibok y Devos reclutaron nuevos aliados, Klaw y Huntara, y el cuarteto continuó sus ataques contra los Cuatro Fantásticos, y se los conoció como los Cuatro Temibles. Eventualmente, pudieron capturar a sus enemigos (incluyendo a Lyja) y regresaron a Skrull Throneworld para presentar a los cautivos a la Emperatriz.
Sin embargo, el triunfo de Paibok fue efímero: una vez en Throneworld, descubrió que Devos era un criminal buscado, un renegado con un precio en su cabeza y un mundo entero bajo su mando. Devos convocó rápidamente a sus tropas, tomó el mando personal de su nave insignia (el Crucero de la Muerte) e intentó destruir el Mundo Tronal. La emperatriz culpó a Paibok por esto y lo recompensó ordenando su muerte.
Buscando redimirse, Paibok se abrió camino a bordo del Death Cruiser y se enfrentó a Devos. El stardrive de la nave se dañó durante su confrontación y el crucero cayó en el subespacio, tanto Devos como Paibok se creían perdidos junto con la nave. 

### Show de Frikis
Paibok de alguna manera escapó del subespacio y llegó a un acuerdo con científicos centauros para mejorar sus poderes. Su tratamiento fue exitoso, pero también afectó su apariencia, dejándolo en una forma cadavérica, similar a un zombi. Todavía visto como un traidor, huyó a la Tierra y reunió una banda de renegados Skrull.
Disfrazado como Paul Balk, el propietario de un freakshow itinerante, Paibok localizó e intentó capturar a un Vigilante inmaduro, un plan que llevó a choques con la Cosa y una banda de Kree. El intento fracasó y fue capturado por el Kree, quien dejó la tierra poco después con Paibok como su prisionero.

### Caída de la Tierra
No se sabe cómo Paibok fue transferido de la custodia de Kree, pero luego fue visto como uno de los pocos convictos que sobrevivieron cuando el buque de transporte de la prisión Dredge 01 se estrelló en su camino hacia Kyln. La apariencia de Paibok, sin explicación, se ha revertido a la de un Skrull típico. El barco de la prisión se estrelló en la Tierra, cerca de la ciudad de Coot's Bluff en Alaska, y Paibok tomó el mando de los otros sobrevivientes (Lunatik y los Hermanos Sangre) en un intento de salvar la tecnología de la nave destrozada y escapar del planeta. El plan de Paibok también consistía en tomar el control de Coot's Bluff y usar a la población aterrorizada como mano de obra esclava, algo que llevó a sus renegados a entrar en conflicto con el único otro sobreviviente del accidente, Drax el Destructor. 
Inicialmente, Paibok y sus aliados derrotaron a Drax, dejándolo por muerto. Sin embargo, Drax de alguna manera se recuperó y luego persiguió a sus atacantes, matando a Lunatik y uno de los Hermanos Sangre. El plan de escape de Paibok se abandonó y, frente a la muerte a manos de un vengativo Drax, activó una baliza de socorro que había rescatado en secreto del naufragio: convocó a otro barco y se entregó a las autoridades que lo habían encarcelado anteriormente.

### Aniquilación
Paibok luego reaparece luchando por Annihilus y sus aliados, como parte de la Ola de Aniquilación. Tras la muerte de Annihilus, los parásitos inyectados en Paibok para forzar su obediencia dejaron de funcionar. Él une brevemente sus fuerzas con Terrax el Domador y el Delincuente para matar a Randau, el Parásito Espacial, un ser que había estado matando a inocentes. Después de la batalla, que termina con la destrucción del planeta por parte de Terrax, convence al delincuente desilusionado para que construya una nave espacial. Vuelven a lo que queda del Imperio Skrull.

### All-New, All-Different Marvel
Como parte de All-New, All-Different Marvel, Paibok aparece como miembro de los Nuevos Revengadores de Maker.

## Poderes y habilidades
Como Skrull, Paibok posee un elevado grado de maleabilidad física, una habilidad innata racial para cambiar de forma y el poder de la hipnosis. 
Él es un graduado de la academia militar Skrull y es un experto en todas las formas de combate armado y desarmado conocido por los Skrulls. Paibok también tiene conocimiento y acceso a siglos de tecnología por delante de la ciencia convencional de la Tierra. Paibok lleva una armadura corporal de materiales no especificados.
Paibok también tiene una serie de poderes gracias a la ingeniería biogenética adicional de los científicos Skrull. Posee fuerza, resistencia y durabilidad sobrehumanas, el poder de volar, y las habilidades para transformar su piel en una sustancia duradera como el acero, proyectar rayos de bio-electricidad de hasta 50.000 voltios, y proyectar ráfagas de frío a -273 °C. (cero absoluto) de sus manos y congelar la humedad del aire local a partir de hielo, formando de esta manera construcciones de hielo. Él posee una inmunidad a los efectos de sus propios poderes electrostáticos y de temperatura fría.

## Otros medios

### Videojuegos
- Paibok aparece como un villano en el videojuego Marvel: Ultimate Alliance, con la voz de Khary Payton. Él aparece durante una misión cuando el jugador debe visitar un planeta Skrull bajo el ataque de Galactus. Inicialmente, el jugador puede elegir entre el Super-Skrull o Paibok para actuar como guardaespaldas mientras abren las puertas de la nave espacial de la Emperatriz Skrull para escapar, a menos que el equipo sea los Cuatro Fantásticos en cuyo caso no se fían ni de Paibok ni Super Skrull. La Emperatriz luego ordena a sus guardaespaldas matar a los héroes mientras escapa. Un disco de simulación tiene a la Antorcha Humana luchando contra Paibok y un disco de simulación VS tiene a los héroes luchando contra Paibok.